# Cominella
Cominella is een geslacht van weekdieren uit de klasse van de Gastropoda (slakken).

## Soorten
- Cominella accuminata Hutton, 1893
- Cominella acutinodosa (Reeve, 1846)
- Cominella adspersa (Bruguière, 1789)
- Cominella alertae (Dell, 1956)
- Cominella altispira (Marwick, 1948) †
- Cominella bauckei Marwick, 1928 †
- Cominella canturiensis Dell, 1951
- Cominella chattonensis (Finlay, 1926) †
- Cominella chorista Dell, 1952 †
- Cominella cingulata (Hutton, 1885) †
- Cominella compacta Marwick, 1926 †
- Cominella crassinodosa Marwick, 1931 †
- Cominella denselirata (Finlay, 1926) †
- Cominella dingleyi Marwick, 1948 †
- Cominella eburnea (Reeve, 1846)
- Cominella elegantula (Finlay, 1926)
- Cominella ellisoni Marwick, 1928 †
- Cominella errata Finlay, 1924 †
- Cominella excoriata (Finlay, 1926) †
- Cominella exsculpta (Suter, 1917) †
- Cominella facinerosa Bartrum & Powell, 1928 †
- Cominella glandiformis (Reeve, 1847)
- Cominella graemei Wells, 1986 †
- Cominella griseicalx Willan, 1978
- Cominella hamiltoni (Hutton, 1885) †
- Cominella hendersoni Marwick, 1926 †
- Cominella incisa (Hutton, 1885) †
- Cominella intermedia (Suter, 1917) †
- Cominella kereruensis Laws, 1932 †
- Cominella lineolata (Lamarck, 1809)
- Cominella maculosa (Martyn, 1784)
- Cominella marshalli (Laws, 1932) †
- Cominella mirabilis Powell, 1929
- Cominella nana (Finlay, 1926) †
- Cominella nassoides (Reeve, 1846)
- Cominella necopinata (Finlay, 1930)
- Cominella norfolkensis (Iredale, 1940)
- Cominella obsoleta (Finlay, 1926) †
- Cominella olsoni (Dell, 1956)
- Cominella onokeana (L. C. King, 1933) †
- Cominella otagoensis (Finlay, 1926)
- Cominella powelli (C. A. Fleming, 1948)
- Cominella praecox (Finlay, 1926) †
- Cominella propinqua (Finlay, 1926) †
- Cominella pukeuriensis (Finlay, 1926) †
- Cominella pulchra (Suter, 1917) †
- Cominella purchasi (Suter, 1917) †
- Cominella putangirua (L. C. King, 1933) †
- Cominella quoyana A. Adams, 1855
- Cominella regalis Willan, 1978
- Cominella ridicula Finlay, 1926 †
- Cominella scirrifer Laws, 1933 †
- Cominella tolagaensis Ponder, 1968
- Cominella tuturewa (C. A. Fleming, 1943) †
- Cominella virgata H. Adams & A. Adams, 1853